# 広戸駅
広戸駅（ひろとえき）は、青森県西津軽郡深浦町大字広戸字小広戸（こびろと）にある、東日本旅客鉄道（JR東日本）五能線の駅である。

## 歴史
- 1954年（昭和29年）12月25日：開業[2][3]。
- 1987年（昭和62年）4月1日：国鉄の分割民営化により、東日本旅客鉄道の駅となる[3]。
- 2010年（平成22年）4月1日：深浦駅から五所川原駅に管理駅が変更となる。
- 2024年（令和6年）10月1日：えきねっとQチケのサービスを開始[1][4]。

## 駅構造
単式ホーム1面1線を持つ地上駅である。弘前統括センター（五所川原駅）管理の無人駅である。
線路横に防波壁を有する。駅舎は待合室のみである。

## 駅周辺
- 日本海
- 国道101号[2]
- 弘南バス「広戸」停留所

## 隣の駅
東日本旅客鉄道（JR東日本）
■五能線
□快速
通過　
■普通
深浦駅 - 広戸駅 - 追良瀬駅